# Cyrtopodium caiapoense
Cyrtopodium caiapoense är en orkidéart som beskrevs av Lou Christian Menezes. Cyrtopodium caiapoense ingår i släktet Cyrtopodium, och familjen orkidéer. Inga underarter finns listade i Catalogue of Life.